# Plaza del Rey (Vigo)
La plaza del Rey (en gallego y oficialmente Praza do Rei) es una plaza peatonal situada en la ciudad española de Vigo. Recibe su nombre del rey emérito Juan Carlos I de España. Constituye la plaza donde se localiza el edificio administrativo del ayuntamiento vigués. Fue inaugurada en 1976 por los de aquellas reyes de España.
Además de la casa consistorial, en la plaza se sitúan el Auditorio Municipal de Vigo y, detrás del edificio del ayuntamiento, el Castillo de San Sebastián. La plaza se comunica con las calles Cachamuíña, el paseo de Granada y el callejón de Esteiro. También está comunicada mediante unas escaleras con la Ronda de Don Bosco, y con la Avenida de las Camelias por un pequeño puente peatonal de aspecto similar al Puente de Rande.

## Historia
El proyecto de construcción de la plaza del Rey surgió de la necesidad de construir una nueva casa consistorial y de un contorno amplio. El antiguo ayuntamiento, que de aquellas se situaba en la plaza de la Constitución, y construido en el año 1859, quedara pequeño ante el aumento exponencial de la población viguesa en el apogeo industrial de los anos 60 y 70, cuando por aquel entonces la urbe ya superara los 250 000 habitantes. Así, el 16 de julio de 1971, en pleno franquismo, el alcalde Antonio Ramilo aprobó la construcción de la plaza y el ayuntamiento con un presupuesto de unos 90 millones de pesetas a crédito del Banco de Crédito Local en 1972, aunque que finalmente el sobrecoste de las obras superó los 300 millones de pesetas. La construcción del nuevo edificio consistorial significó, parcialmente, la demolición de una parte del castillo de San Sebastián, y resultó polémico mismo entre los miembros del ayuntamiento. En el mismo año 1971, un miembro del pleno pidió un referéndum para que la ciudadanía viguesa votase la aprobación del proyecto. La empresa constructora fue Beamonte. 
La plaza del Rey fue finalmente inaugurada conjuntamente con el edificio del ayuntamiento el 26 de julio de 1976. Al acto acudieron, además de personalidades de la administración viguesa, los de aquella reyes de España, Juan Carlos I y su señora, la reina emérita Sofía de Grecia. En centro de la plaza fue colocado un busto con la cara de los monarcas. 
Durante la década de los 90 la plaza sufrió su primera remodelación. Se construyó un aparacamiento subterráneo y los árboles de la plaza fueron tallados. Además, el busto de los monarcas que antes se encontraba en la plaza fue trasladado al interior de las dependencias de la casa consistorial. 